# The Road to Escondido

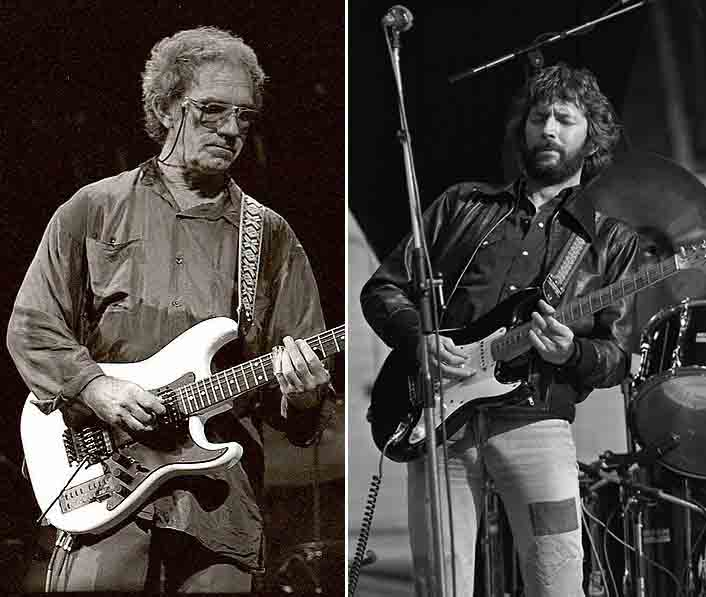
J. J. Cale és Eric Clapton.

A The Road to Escondido J.J. Cale és Eric Clapton közös albuma. A lemez  2006. november 7-én jelent meg. Ez az utolsó album amelyen Billy Preston játéka hallható.
2004-ben Eric Clapton egy háromnapos fesztivált szervezett a texasi Dallasban Crossroads Guitar Festival címmel – a rendezvényről hasonló címmel dupla DVD-t jelentettek meg. A meghívott előadók között volt J.J. Cale is – aki Clapton egyik példaképe. Clapton még a hetvenes években több J.J. Cale dal feldolgozását is sikerre vitte – ilyen az After Midnight vagy akár a Cocaine – olyannyira, hogy a köztudatban ezek Clapton saját számaiként rögzültek. Clapton felvetette egy közös munka ötletét, illetve azt, hogy annak eredményét lemezen jelentessék meg. Számos ismert zenészt hívtak meg, hogy dolgozzanak az albumon, többek között Billy Prestont, Derek Trucks-ot, Taj Mahalt, Pino Palladino-t, John Mayert, Steve Jordant és Doyle Bramhall II-öt. A teljes John Mayer Trio is részt vett az album munkálataiban.
Escondido egy város Cale lakhelye Valley Center (CA) közelében San Diego megyében. Eric Claptonnak volt egy ingatlanja a 80-as 90-es években Escondidoban. Cale és Clapton úgy gondolta, hogy a város neve belekerülhetne a közös lemez címébe – mint egy közös kapcsolódási pont a két zenész életében.
Az album 2008-ban Grammy-díjat nyert a „Legjobb Kortárs Blues Album” kategóriában.

## Az album dalai
| 1.    | Danger                  | J. J. Cale               |  | 5:34 |
| 2.    | Heads in Georgia        | J. J. Cale               |  | 4:12 |
| 3.    | Missing Person          | J. J. Cale               |  | 4:26 |
| 4.    | When This War Is Over   | J. J. Cale               |  | 3:49 |
| 5.    | Sporting Life Blues     | Brownie McGhee           |  | 3:31 |
| 6.    | Dead End Road           | J. J. Cale               |  | 3:30 |
| 7.    | It's Easy               | J. J. Cale               |  | 4:19 |
| 8.    | Hard to Thrill          | Eric Clapton, John Mayer |  | 5:11 |
| 9.    | Anyway the Wind Blows   | J. J. Cale               |  | 3:56 |
| 10.   | Three Little Girls      | Eric Clapton             |  | 2:44 |
| 11.   | Don't Cry Sister        | J. J. Cale               |  | 3:10 |
| 12.   | Last Will and Testament | J. J. Cale               |  | 3:57 |
| 13.   | Who Am I Telling You    | J. J. Cale               |  | 4:08 |
| 14.   | Ride the River          | J. J. Cale               |  | 4:35 |
| 57:05 |                         |                          |  |      |

## Közreműködők
- Derek Trucks: gitár
- Jim Karstein: dob, ütőhangszerek
- James Cruce: dob, ütőhangszerek
- Pino Palladino: basszusgitár
- Steve Jordan: dob
- Abe Laboriel, Jr: dob
- Gary Gilmore: basszusgitár
- Willie Weeks: basszusgitár
- John Mayer: gitár
- Albert Lee: gitár
- Billy Preston: Hammond-orgona, Fender zongora
- Walt Richmond: zongora
- Doyle Bramhall II: gitár
- Nathan East: basszusgitár
- Christine Lakeland: gitár, ének
- Simon Climie: ütőhangszerek
- David Teegarden: ütőhangszerek
- Taj Mahal: szájharmonika
- Dennis Caplinger: hegedű
- Bruce Fowler: kürt
- Marty Grebb: kürt
- Steve Madaio: kürt
- Jerry Peterson: kürt

## Fordítás
Ez a szócikk részben vagy egészben  a   The Road to Escondido című angol Wikipédia-szócikk ezen változatának fordításán alapul.  Az eredeti cikk szerkesztőit annak laptörténete sorolja fel. Ez a jelzés csupán a megfogalmazás eredetét és a szerzői jogokat jelzi, nem szolgál a cikkben szereplő információk forrásmegjelöléseként.